# Disney–ABC Domestic Television
Disney-ABC Domestic Television é a empresa de distribuição televisiva de propriedade do Disney-ABC Television Group, uma divisão da Walt Disney Company, que controla os direitos de distribuição dentro dos Estados Unidos de produções da ABC Signature, 20th Television, Walt Disney Television, Disney Television Animation, BVS Entertainment e ABC Entertainment.

## História
O primeiro braço de distribuição da ABC, a ABC Films (criada em julho de 1953), foi desmembrado como Worldvision Enterprises em março de 1973 devido às leis fin-syn (que foram revogadas desde então).
Apesar de ter alguns programas de TV e longas-metragens, a Disney só teve dois shows sindicalizados,  The Mickey Mouse Club  e  The Mouse Factory , antes da formação desta unidade.